# Adelin
Az Adelin az Adelina női név változata.

## Rokon nevek
Adél, Adéla, Adela, Adélia, Adelina, Alina, Alinka, Adelheid

## Gyakorisága
Az újszülötteknek adott nevek körében az 1990-es években szórványosan fordult elő. A 2000-es és a 2010-es években sem szerepelt a 100 leggyakrabban adott női név között.
A teljes népességre vonatkozóan az Adelin sem a 2000-es, sem a 2010-es években nem szerepelt a 100 leggyakrabban viselt női név között.

## Névnapok
július 28., augusztus 28., december 4.